# Miszniewiczy
Miszniewiczy (biał. Мішневічы; ros. Мишневичи, Miszniewiczi) – agromiasteczko na Białorusi, w obwodzie witebskim, w rejonie szumilińskim, u ujścia Usysy do Obola, siedziba administracyjna sielsowietu. W 2009 roku liczyła 551 mieszkańców.

## Historia i elementy dziedzictwa kulturowego
W XIX/XX w. Miszniewicze były siedzibą gminy (włości) w powiecie horodeckim guberni witebskiej. Znajdowała się tu cerkiew św. Jana Chrzciciela (Narodzenia Jana Chrzciciela), która była drewnianą kaplicą cmentarną z 1787 r., oraz murowana cerkiew św. Eliasza z 1876 r.. Ta ostatnia została zamknięta w 1935 r., zniszczona w trakcie ostrzału artyleryjskiego w 1944 r., a jej resztki rozebrano w latach 50. XX w. Obecnie we wsi znajduje się prawosławny dom modlitwy pw. św. Eliasza, należący do parafii wchodzącej w skład dekanatu szumilińskiego eparchii witebskiej i orszańskiej.
Do elementów dziedzictwa kulturowego wsi należą również późnośredniowieczny kamienny krzyż, żołnierskie mogiły z 1944 r., czołg-pomnik (właściwie działo samobieżne ISU-152) poświęcony 24 Brygadzie Pancernej 5KPanc. i tablice pamiątkowe dedykowane żołnierzom zwiadu 348 pułku 51 DS (drugiego formowania) 1 Frontu Nadbałtyckiego, biorącym udział w wyzwoleniu miejscowości spod okupacji niemieckiej 16 listopada 1943 r. oraz mieszkańcom wsi poległym podczas wielkiej wojny ojczyźnianej.